# Baka (góra)
Bukit Baka – szczyt górski na wyspie Borneo w Indonezji w górach Schwanera, wysokość 1617 m n.p.m. Leży na terenie Parku Narodowego Bukit Baka-Bukit Raya.